# Hilary Hahn
Hilary Hahn (ur. 27 listopada 1979 w Lexington w stanie Wirginia) – amerykańska skrzypaczka.

## Życiorys
Na pierwsze lekcje skrzypiec uczęszczała w Baltimore, jeszcze zanim skończyła 4 lata. W wieku 10 lat studiowała już w Filadelfii u Jaschy Brodsky'ego, a rok później wystąpiła z Orkiestrą Symfoniczną z Baltimore. Jej kariera zaczęła się w 1997 r. od czasu koncertu z Orkiestrą Radia Bawarskiego pod dyrekcją Lorina Maazela, na którym wykonała Koncert skrzypcowy Beethovena.
Trzykrotna laureatka nagrody amerykańskiego przemysłu fonograficznego Grammy.